# Índice de Lerner
El índice de Lerner (L), introducido por Abba Lerner en 1934, describe la capacidad de control sobre un mercado (o poder de mercado) de una empresa. El índice asume que, cuanto mayor sea el control sobre el mercado que una empresa tenga, tanto más caros serán sus productos respecto a los precios que se darían en un mercado en competencia perfecta.

Ejemplo de cálculo -siguiendo a Cournot- de maximización de ganancia (curva TR). Dado que ventas totales (línea AR) aumentan con disminución de precios, sigue que Ingresos marginales (línea MR) divergen, aumentando más lentamente. Nótese que ganancia/ingreso total es 0 tanto a máximo de precios (debido a no venta) como a “venta total” (no precios) sigue que la maximización de ganancia se encuentra en algún punto intermedio, específicamente (y asumiendo costos de producción constante, en este caso 0): en el punto que línea MR cruza el eje de cantidad (disminuye a 0). A partir de eso, ventas adicionales -a menor precio- disminuyen la ganancia.

Quizás la forma más fácil de aproximar el significado del índice de Lerner es a partir del análisis de Cournot de la fijación de precios por una empresa monopólica: considérese una empresa tal cuyo precio de mercado puede variar entre 20 y 0 unidades. A un precio de veinte vende una unidad de su producto lo que da (asumiendo, a fin de simplificar, 0 costos de producción) una ganancia de 20. A precios superiores, no vende nada, con nula ganancia. En el otro extremo, a 0 precio “vende” 100 unidades, pero, dado que no hay precios, tampoco hay ganancia. Esos son los márgenes absolutos de precio de mercado. Asumiendo que el valor de la elasticidad sea constante, cualquier variación de precios representa un cambio similar en la demanda (en este caso, 5 unidades), pero obviamente la empresa no producirá a precios sobre 20 o iguales o menores a 0.
El objetivo del análisis es encontrar el punto en el cual la relación precio- cantidad vendida maximiza la ganancia de la empresa. Siguiendo el ejemplo: un precio de 20 vende una unidad con ganancia de veinte. Un precio de 19 vende 5 unidades con ganancia de 5 x 19 = 95. A precio 18 vende 10 unidades con ganancia de 180. Desde el otro extremo: a precio 0, vende 100 unidades a ganancia 0. A precio 1 vende 95 unidades a ganancia 95. A precio 2 vende 90 unidades a ganancia 180, y así sucesivamente. Como se puede observar, la ganancia aumenta desde ambos extremos hacia algún punto intermedio.
El índice de Lerner busca proporcionar un criterio por el cual un observador externo a la empresa puede determinar la capacidad de una empresa de efectuar ese análisis sin considerar las acciones de otras, o, en otras palabras, efectuar modificaciones a sus precios sin otra consideración que el efecto en la demanda y costos de producción.
Dado que en un mercado con competencia perfecta los precio de mercado (P) serían iguales al costo marginal de producción (CM), el índice de Lerner (L) se define por la diferencia entre esas cantidades, divididas (a fin de establecer una medida fraccional) por el precio de mercado (P).
| Símbolo            | Nombre                       |
| ------------------ | ---------------------------- |
| {\displaystyle L}  | Índice de Lerner             |
| {\displaystyle P}  | Precio de mercado            |
| {\displaystyle CM} | Costo marginal de producción |

El índice varía entre un máximo de 1 y un mínimo de 0, donde un número mayor implica un mayor poder de mercado. Para una empresa en competencia perfecta (donde P = CM), L = 0; significando que una empresa no tiene poder de mercado.
Por ejemplo, considérese una empresa monopólica cuyo costo marginal de producción sea 1 y su precio de mercado sea 10. La fórmula daría un resultado de 9/10 o 0,9. Por otra parte, considérese una empresa cuyo precio de mercado sea 4 y su costo marginal de producción sea 3. El resultado sería 1/4 o 0,25.
El índice de Lerner es equivalente al valor negativo del inverso de la fórmula de elasticidad de la demanda en relación con el precio ({\displaystyle E_{d}}) que confronta a la empresa cuando el precio P es escogido para maximizar la ganancia tomando en cuenta la existencia de ese poder de mercado:
| Símbolo               | Nombre                            |
| --------------------- | --------------------------------- |
| {\displaystyle E_{d}} | Demanda en relación con el precio |

En otras palabras, el Índice de Lerner (L) es el valor inverso y negativo de la relación que existe entre el precio que una industria cobra por su producto y la demanda del mismo en el mercado.
| Símbolo               | Nombre                            |
| --------------------- | --------------------------------- |
| {\displaystyle L}     | Índice de Lerner                  |
| {\displaystyle E_{d}} | Demanda en relación con el precio |

Lo anterior se describe técnicamente diciendo que el índice de Lerner describe la relación entre elasticidad económica y los márgenes o límites de precio para una empresa que busca maximizar su beneficio. Si el índice de Lerner no puede ser mayor que uno, la elasticidad no puede ser mayor que - 1 (el valor absoluto de la elasticidad de la demanda no puede ser inferior a uno). La interpretación de esta relación matemática es que una empresa que busca la maximización de sus beneficios nunca actuará sobre la porción inelástica de su curva de demanda. (es decir, la empresa no modificará sus precios a menos que tal modificación implique un cambio en la demanda tal que aumente la ganancia).
Más en general se considera que el índice representa una medida de la ineficiencia en la eficiencia asignativa, o, ineficiencia en la distribución y uso de los recursos económicos.
Se ha argumentado que el problema principal con esta medida es que es difícil adquirir (calcular) la información necesaria sobre los precios y, en particular, los costos de las empresas. Sin embargo, se aduce que hay maneras, incluso sin acceso a esa información, de estimar empíricamente el valor de L.